# Upton (Northamptonshire)
Upton – wieś w Anglii, w hrabstwie Northamptonshire, w dystrykcie (unitary authority) West Northamptonshire. Leży 4 km na zachód od miasta Northampton i 99 km na północny zachód od Londynu. Miejscowość liczy 590 mieszkańców.